# Mortal Kombat Trilogy
Mortal Kombat Trilogy – gra komputerowa wyprodukowana przez firmę GT Interactive i wydana przez Midway Games w 1996 roku. Jest to dwuwymiarowa bijatyka przygotowana na platformy PC, PlayStation, Sega Saturn, Nintendo 64 i Game.com. 
Zamysłem twórców gry było połączenie wszystkich elementów wcześniejszych części gry (MK, MKII, MK3 i Ultimate MK3) – przez co Trilogy charakteryzuje się dużą liczbą postaci do wyboru (35 postaci – w tym wszystkich tzw. bossów) oraz mnogością aren, na których toczą się bitwy. Sam tryb walki niewiele odbiega od części trzeciej – najsilniejszą bronią w grze są tzw. uderzenia „combo”. W stosunku do poprzednich części dodano nowe zakończenie tzw. Brutality oraz pasek Agressor, który ładuje się w czasie walki i pozwala po pełnym załadowaniu na krótko zwiększyć szybkość i siłę postaci.

## Postacie
W grze dostępnych jest 35 postaci, z czego blisko połowę stanowią postacie ninja (9 mężczyzn, 3 kobiety i 4 cyborgi - w swoich klasach różniące się od siebie zasadniczo tylko kolorem i ciosami specjalnymi). Postacie te to wszystkie dostępne z pierwszych 3 części serii Mortal Kombat oraz z Ultimate Mortal Kombat 3. W grze bierze udział 30 podstawowych wojowników oraz 4 mających po dwa wcielenia, a także jeden ukryty – Chameleon.

## Mortal Kombat Trilogy 64
Wersja na platformę Nintendo 64 różni się kilkoma szczegółami od pozostałych. Muzyka została skonwertowana do formatu midi – przez co znacznie straciła na jakości. W tej wersji jest tylko 30 postaci do wyboru – brakuje tam m.in. Goro, Kintaro i Sub-Zero bez maski (ciosy tego ostatniego przyjął Classic Sub-Zero). Dodano za to nową kobietę ninja – Khameleon, która nie występuje w żadnej innej wersji gry.